# Lexicon Latinum
Lexicon Latinum (Latinski rječnik) rječnik je Andrije Jambrešića i Franja Sušnika. Pisan je na latinskom, kajkavskom, mađarskom i njemačkom jeziku te je izdan 1742. godine. Lexicon Latinum pripada najvažnijim djelima kajkavske književnosti te je ujedno i iznimno važan hrvatski rječnik.

## Autori
U naslovu zapisano je digestum, ab Andrea Jambressich. Riječ digestum znači priređen ili sređen, no u skromnom načinu redovničkog izražavanja, svoje značenje može označavati i autorstvo (priređen, od Andrije Jambrešića.). Po tome podatku se ovaj rječnik nazivao Jambrešićevim rječnikom. Pripisuje se rječnik Jambrešiću i Baltazaru Krčeliću, Adamu Baričeviću, Tomašu Mikloušiću, Ivanu Kukuljeviću i Ivanu Milčetiću. Nasuprot Pavel J. Šafárik i Vatroslav Jagić glavnim autorom smatraju Franja Sušnika, dok Jambrešića samo pomagačem.
U Predgovoru Jambrešić piše kako je ovaj rječnik započeo, u određenoj mjeri obradio i namijenio za tisak, te napisao nekoliko početnih slova Sušnik. Petar Radojčević je rekao kako je rječnik Franjo Sušnik dotjerivao koliko je mogao pa ga je doveo dotle da se već može tiskati. U pripremi teksta za tisak Sušniku je pomagao Jambrešić, a konačni svoj oblik Lexicon svakako zahvaljuje Jambrešićevim zahtjevima u metodi obrade, ispravcima i dopunama do tada napisanoga Sušnikova teksta, unošenju i obradi novih natuknica i riječi.
Vladoje Dukat i Franjo Francev su dugotrajnu vodili polemiku o autorstvu Lexicona. Vladoje Dukat godine 1905., odlučno zastupa mišljenje oko Jambrešićeva autorstva, a da se Sušnikovo autorstvo svodi na izradu poglavlja Index Illyrico i na obradu prvih redova višejezičnoga rječnika. Nasuprot Sušniku, Jambrešić sebe nigdje ne naziva autorom; svoj odnos prema rječniku izriče riječima digestum ab Andrea Jambressich, (priređen, od Andrije Jambrešića.) kojim više ili manje potvrđuje kako nije autor, već je samo priredio tekst.

## Jezik
Jezik je hrvatski, u kojem je kajkavsko narječje izdignuto na razinu književnog jezika, odnosno onakvi jezik koji se ustalio u djelima Nikole Krajačevića, Jurja Habdelića, Ivana Belostenca, ili Baltazara Šimunića. Kajkavski književni jezik možemo potvrditi na svim jezičnim raznima, osobito na fonetskoj, morfološkoj, tvorbenoj, bez obzira na to što se radi o latinskom rječniku, odnosno o hrvatskom prijevodu latinskih riječi. Toliko su naime bogate i česte sveze riječi u sintagmama, frazama i rečenicama leksikografske obrade mnogih riječi.
U Lexiconu nalazimo sve bitne osobine hrvatskog književnog jezika kajkavskog izričaja, kakva se ostvarivala većim dijelom već u 16. stoljeću: ujednačivanje veoma različitih fonetsko-fonoloških odlika različitih kajkavskih govora u književnom liku; čuvanje nekih arhaizama, koji su u govorima toga vremena već davno iščezli; ostvarivanje nekih fonoloških i morfoloških dubleta, ali s golemom pretežitosti jedne od njih osobito štokavskih, koji se ravnopravno pojavljuju uz tipične kajkavske.

## Vanjske poveznice
- Elektronično izdanje rječnika